# Universitatea de Stat din Sankt Petersburg
Universitatea de Stat din Sankt Petersburg (SPbSU, în rusă Санкт-Петербургский государственный университет, СПбГУ) este o instituție de învățământ superior de stat cu sediul în Sankt Petersburg. Este cea mai veche și una dintre cele mai mari universități din Rusia.
Ea este alcătuită din 24 de facultăți și institute specialitate, Facultatea de Studii Militare, Gimnaziul Academic, Colegiul Medical, Colegiul de Educație Fizică și Sport, Economie și Tehnologie și Departamentul de Educație Fizică și Sport. Universitatea are două campusuri principale: unul pe insula Vasilievski, iar celălalt la Peterhof. În perioada sovietică a fost cunoscută sub numele de  Universitatea de Stat din Leningrad (rusă Ленинградский государственный университет). A fost numită după Andrei Jdanov în 1948.

## Reputație și clasamente internaționale
Universitatea de Stat din Sankt Petersburg este a doua cea mai bună universitate multifuncțională din Rusia, după Universitatea de Stat din Moscova. În clasamentele internaționale, universitatea s-a clasat pe locul 240 în topul realizat în 2013/2014 de către QS World University Rankings, a fost plasată pe locurile 351–400 de către Times Higher Education World University Rankings și pe locurile 301–400 de către Academic Ranking of World Universities, depășind restul universităților din Rusia, cu excepția Universității de Stat din Moscova.
Universitatea are reputația de a fi educat majoritatea elitei politice a Rusiei, printre care și președinții Vladimir Putin și Dimitri Medvedev, care au studiat dreptul la universitate.
Această universitatea este cea mai veche universitate din Rusia, fiind fondată în 1724 de către Petru cel Mare, și precede întemeierea Universității de Stat din Moscova în 1755.

## Istoric
Există o dispută în mediul universitar rus cu privire la cea mai veche instituție de învățământ universitar din Rusia: Universitatea de Stat din Sankt Petersburg sau Universitatea de Stat din Moscova. În timp ce acesta din urmă a fost înființată în 1755, prima, care a fost în continuă funcțiune din anul 1819, pretinde a fi succesoarea universității înființate împreună cu Gimnaziul Academic și cu Academia de Științe din Sankt Petersburg pe 24 ianuarie 1724 printr-un decret al lui Petru cel Mare.
În perioada cuprinsă între 1804 și 1819, Universitatea din Sankt Petersburg nu a existat în mod oficial; instituția fondată de Petru cel Mare, Academia din Sankt Petersburg, fusese deja desființată pentru că noua cartă a Academiei de Științe din 1803 stipula că nu ar trebui să existe instituții de învățământ afiliate ei.
Institutul Pedagogic din Sankt Petersburg, redenumit Institutul Pedagogic Principal în 1814, a fost înființat în 1804 și a ocupat o parte din clădirea celor Douăsprezece Colegii. Pe 8 februarie 1819 (s.v.), țarul Alexandru I al Rusiei a reorganizat Institutul Pedagogic Principal ca Universitatea din Sankt Petersburg, care era formată la acel moment din trei facultăți: Facultatea de Filosofie și Drept, Facultatea de Istorie și Filologie și Facultatea de Matematică și Fizică. Institutul Pedagogic Principal (unde a studiat Dimitri Mendeleev) a fost reînființat în 1828 ca o instituție de învățământ independentă de Universitatea din Sankt Petersburg și a format profesori până când a fost închis în cele din urmă în 1859
În 1849, după Primăvara Națiunilor, Senatul Imperiului Rus a decretat că rectorul ar trebui mai degrabă să fie numit de către ministrul instrucției publice decât ales de către Adunarea Universității. Cu toate acestea, Piotr Pletniov a fost reales rector și în cele din urmă a devenit cel mai longeviv rector al Universității din Sankt Petersburg  (1840-1861).

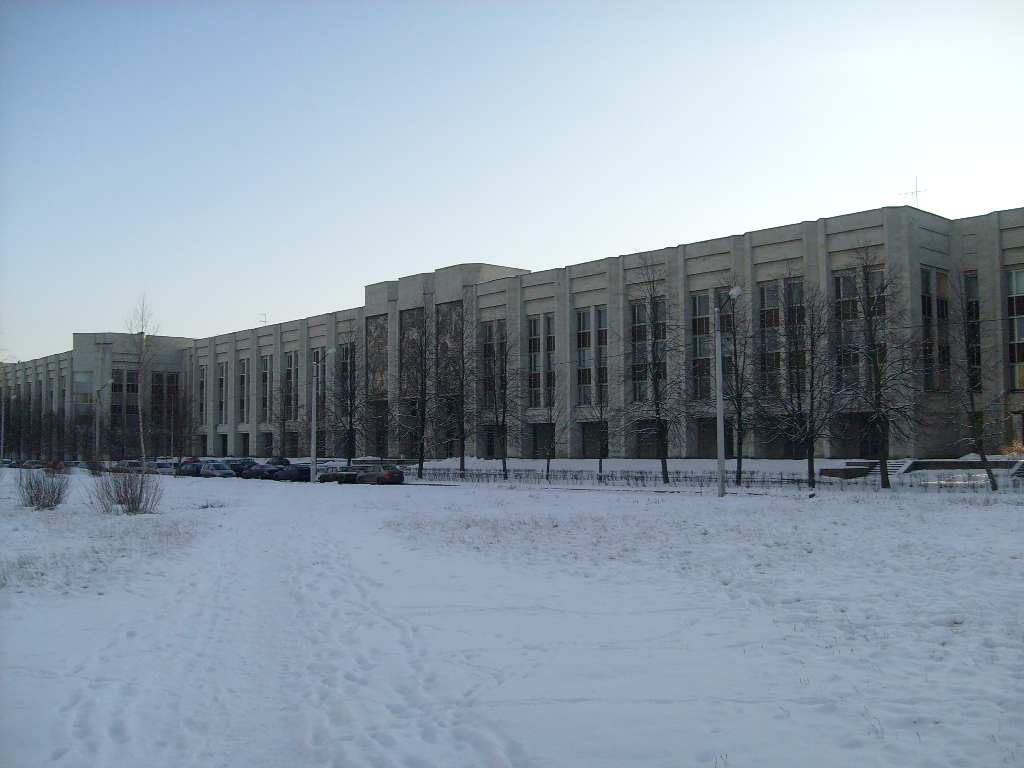
Facultatea de Matematică și Mecanică de la Peterhof

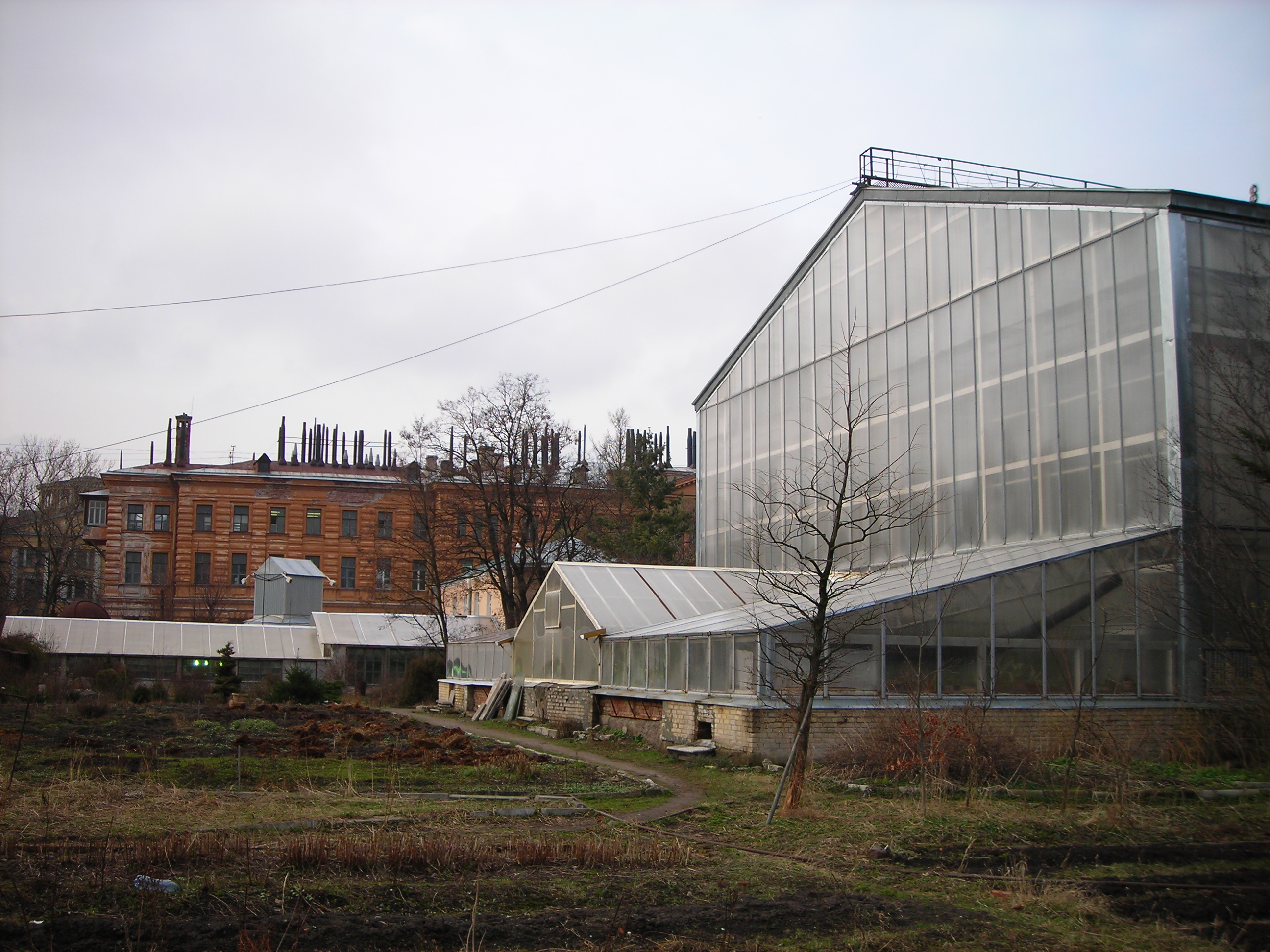
Grădina botanică a Universității

În 1855 studiile orientale au fost separate de Facultatea de Istorie și Filologie , și cea de-a patra facultate, Facultatea de Limbi Orientale, a fost inaugurat pe 27 august 1855.
Un decret al împăratului Alexandru al II-lea al Rusiei adoptat la 18 februarie 1863 a restabilit dreptul adunării universității de a-și alege rectorul. A fost înființată, de asemenea, Facultatea de teorie și istorie a artei ca parte a Facultății de istorie și filologie.
În 1924 universitatea a fost redenumită Universitatea de Stat din Leningrad după orașul omonim. În scopul de a suprima opoziția intelectuală față de puterea sovietică, o serie de istorici care lucrau la universitate, inclusiv Serghei Platonov, Evgheni Tarle și Boris Grekov, au fost arestați în cadrul așa-numitei Afacerii Academice din 1929-1930 pe baza unor acuzații inventate de participare la o conspirație contra-revoluționară care viza răsturnarea guvernului. Alți membri ai personalului au fost reprimați în timpul Marii Epurări din 1937-1938.
În timpul Asediului Leningradului (1941-1944) din cel de-al Doilea Război Mondial, mulți studenți și profesori au murit de foame, în lupte sau represiuni. Cu toate acestea, universitatea a continuat să funcționeze, evacuată la Saratov în 1942-1944. O filială a universității a fost găzduită în orașul Ielabuga în timpul războiului. În 1944 Prezidiului Sovietului Suprem al Uniunii Sovietice a acordat universității Ordinul Lenin cu ocazia celei de-a 125-a aniversare și pentru contribuția sa la dezvoltarea științei și a culturii.
În 1948 Consiliul de Miniștri a numit universitatea după Andrei Jdanov, un lider comunist recent decedat. Această decizie a fost revocată în 1989, în timpul Perestroikăi.
În perioada 1949-1950 mai multe cadre didactice au murit în închisoare în timpul anchetării Afacerii Leningrad fabricată de către conducerea sovietică centrală, iar ministrul educației al RSFSR, fostul rector Alexandr Voznesenski, a fost executat.
În 1966 Consiliul de Miniștri a decis să construiască un nou campus suburban la Petergof pentru facultățile de matematică și științe naturale. Mutarea facultăților au fost finalizate până în anii 1990.
În 1969 Prezidiul Sovietului Suprem al Uniunii Sovietice a acordat universității Ordinul Steagul Roșu al Muncii.
În 1991 universitatea a fost redenumită înapoi Universitatea de Stat din Sankt-Petersburg după orașul ei omonim.

## Lista rectorilor

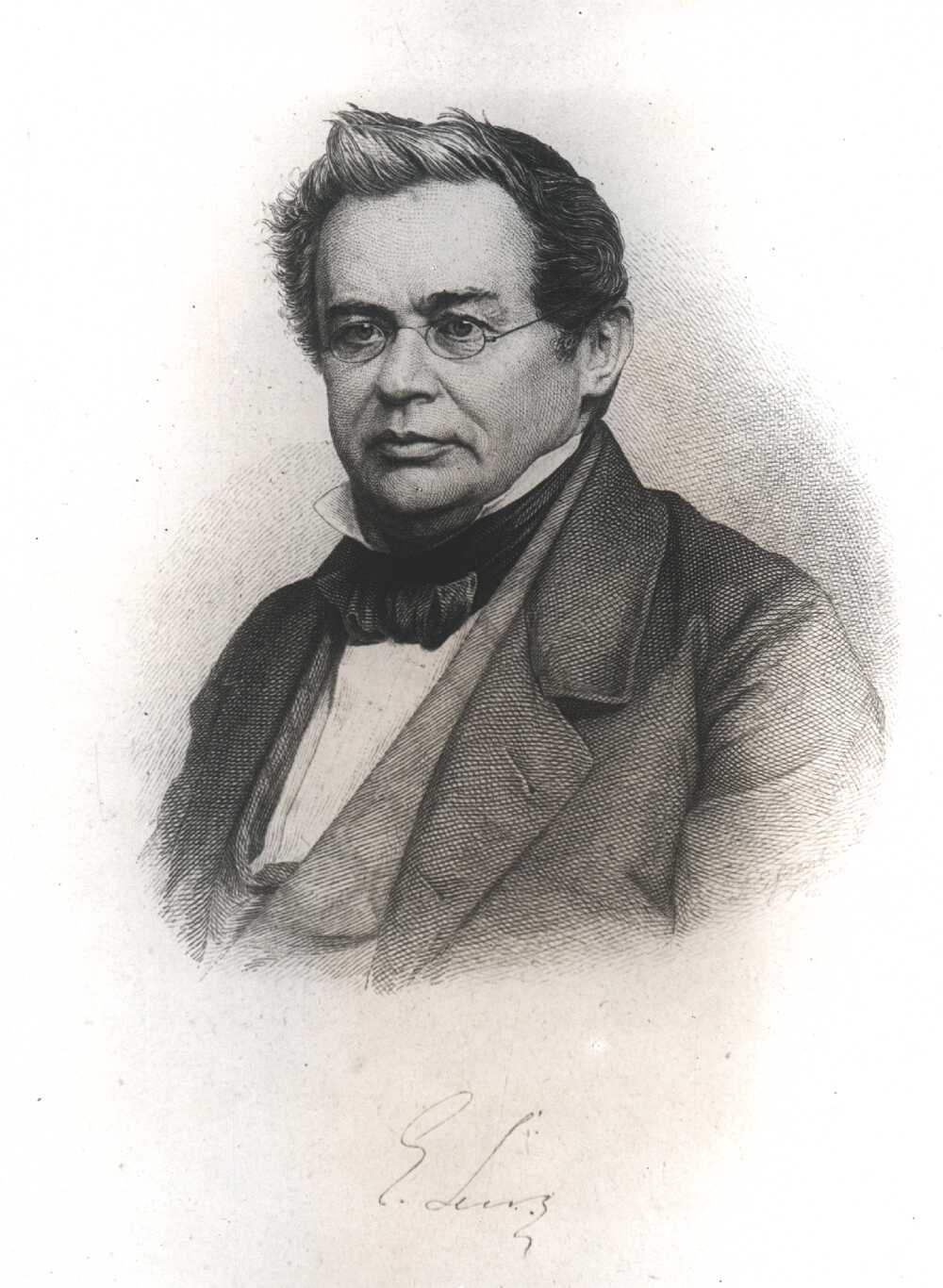
Heinrich Lenz.

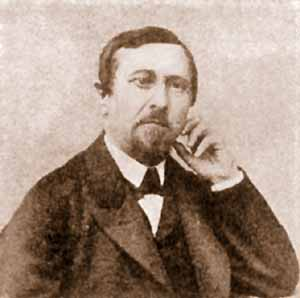
Karl Fedorovici Kessler.

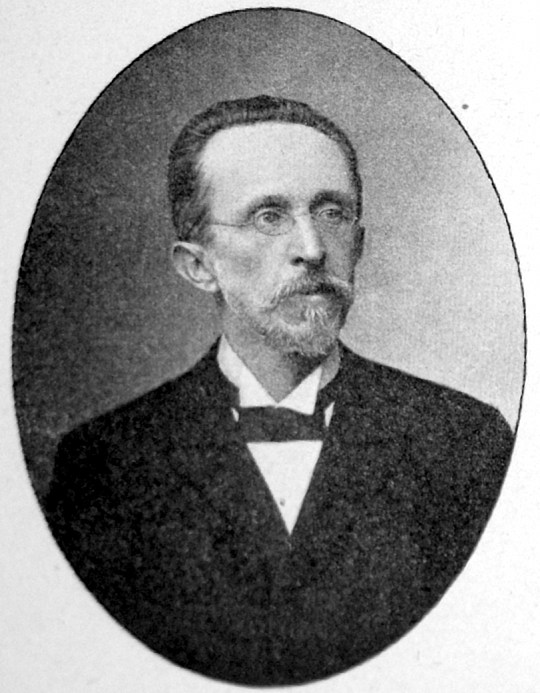
Ivan Borgman.

1819-1821 Mihail Balughianski
1821-1825 Evdokim Ziablovski
1825-1836 Antoine Jeudy Dugour
1836-1840 Ivan Șulghin
1840-1861 Piotr Pletniov
1861-1863 Alexandr Voskresenski
1863-1865 Heinrich Lenz
1865-1867 Alexandru Voskresenski
1867-1873 Karl Fedorovici Kessler
1873-1876 Piotr Redkin
1876-1883 Andrei Beketov
1883 (1884)-1887 Ivan Andreevski
1887-1890 Mihail Vladislavlev
1890-1897 Piotr Nikitin
1897-1899 V. Sergheevici
1899-1903 Adolf Holmsten
1903-1905 A. Jdanov
1905-1910 Ivan Borgman
1910-1911 David Grimm
1911-1918 Erwin Grimm
1918-1919 Alexander Ivanov
1919 Serghei Jebelev
1919-1922 Vladimir Șimkevici
1922-1926 Nikolai Derjavin
1926-1927 V. Tomașevski
1927-1930 Mihail Serebriakov
1930-1932 Iury Nikici (director)
1932-1933 V. Seriojnikov (director)
1933-1938 Mihail Lazurkin (director)
1938-1939 Konstantin Lukașev (director)
1939 A. Marcenko (director)
1939-1941 P. Zolotuhin (director)
1941-1948 Aleksandr Voznesenski
1948-1950 Nikita Domnin
1950-1952 Alexei Iliușin
1952-1964 Aleksandr Aleksandrov
1964-1970 Kirill Y. Kondratiev
1970-1975 Gleb Makarov
1975-1986 Valentin Aleskovski
1986-1993 Stanislav Merkuriev
1993 (1994)-2008 Liudmila Verbițkaia
începând din 2008 Nikolai Kropacev

## Organizare

### Facultăți și institute
SPbSU este formată din 24 de facultatile pe următoarele profile:
- Facultatea de Matematici Aplicate și Procese Controlate (*rus | *eng Arhivat în 14 octombrie 2017, la Wayback Machine.)
- Facultatea de Biologie (*rus)
- Institutul de Chimie
- Facultatea de Stomatologie și Tehnologie Medicală (*rus)
- Facultatea de Economie (*rus)
- Institutul de Științe ale Naturii (*rus Arhivat în 1 septembrie 2014, la Wayback Machine.)
- Institutul de Istorie (*rus)
- Școala de Relații Internaționale (*rus)
- Facultatea de Drept
- Facultatea de Științe și Arte liberale (*rus | *eng)
- Facultatea de Matematică și Mecanică (*rus | *eng)
- Facultatea de Medicină (*rus)
- Facultatea de Studii Orientale (*rus | *eng)
- Facultatea de Arte (*rus | *eng Arhivat în 3 decembrie 2013, la Wayback Machine.)
- Facultatea de Filologie (*rus Arhivat în 15 septembrie 2016, la Wayback Machine. | *eng[nefuncțională – arhivă]
)
- Institutul de Filosofie (*rus | *eng)
- Facultatea de Fizică (*rus | *eng)
- Facultatea de Științe Politice (*rus | *eng Arhivat în 2 decembrie 2023, la Wayback Machine.)
- Facultatea de Psihologie (*rus | *eng Arhivat în 3 decembrie 2013, la Wayback Machine.)
- Facultatea de Sociologie (*rus)
- Școala Universitară de Management
- Facultatea de Studii Militare (*rus Arhivat în 24 ianuarie 2017, la Wayback Machine.)
- Școala de Jurnalism și Mass-Media (*rus | *eng)
  - Facultatea de Comunicații Aplicate
  - Facultatea de Jurnalism

## Absolvenți și profesori notabili

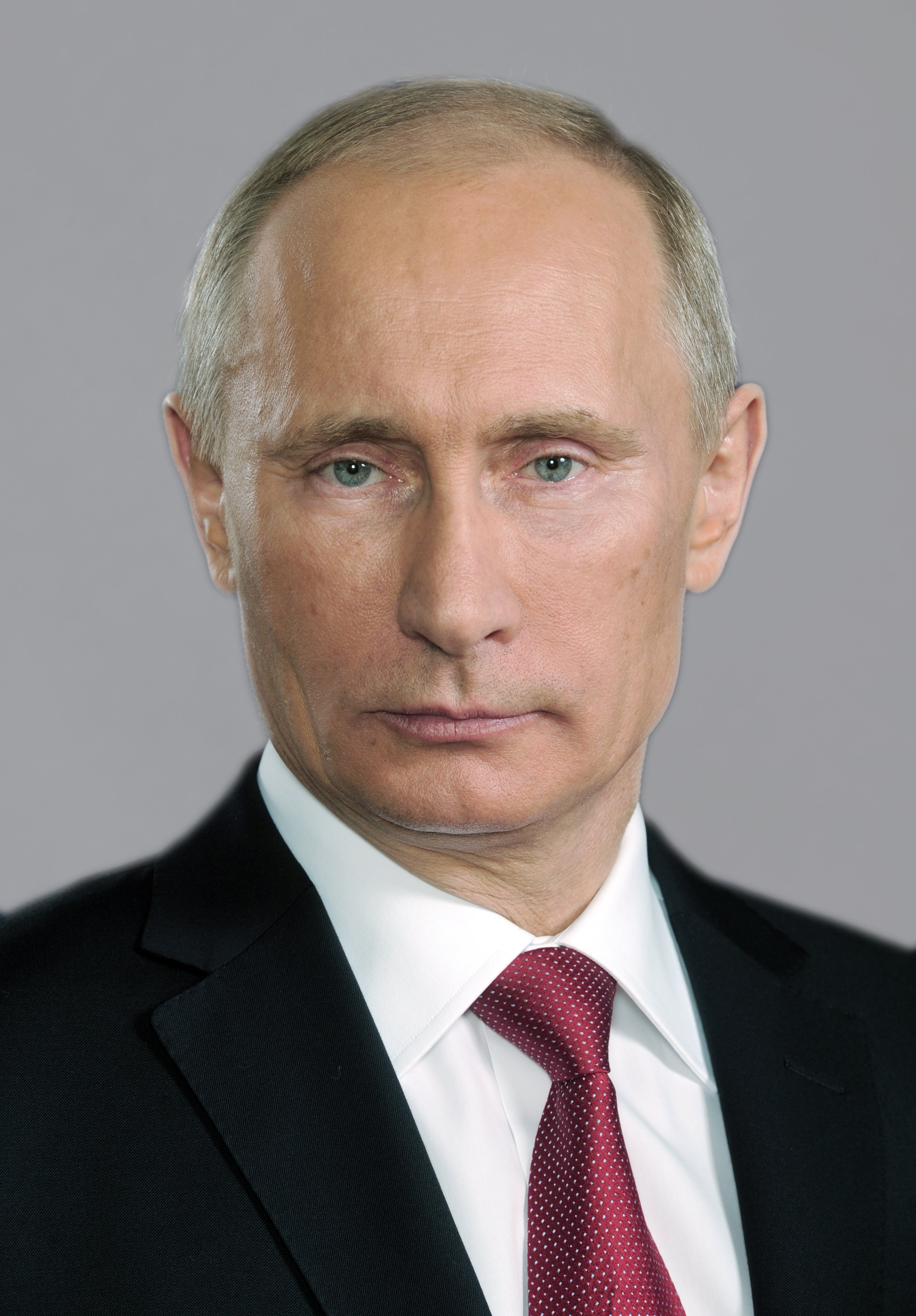
Președintele Vladimir Putin.

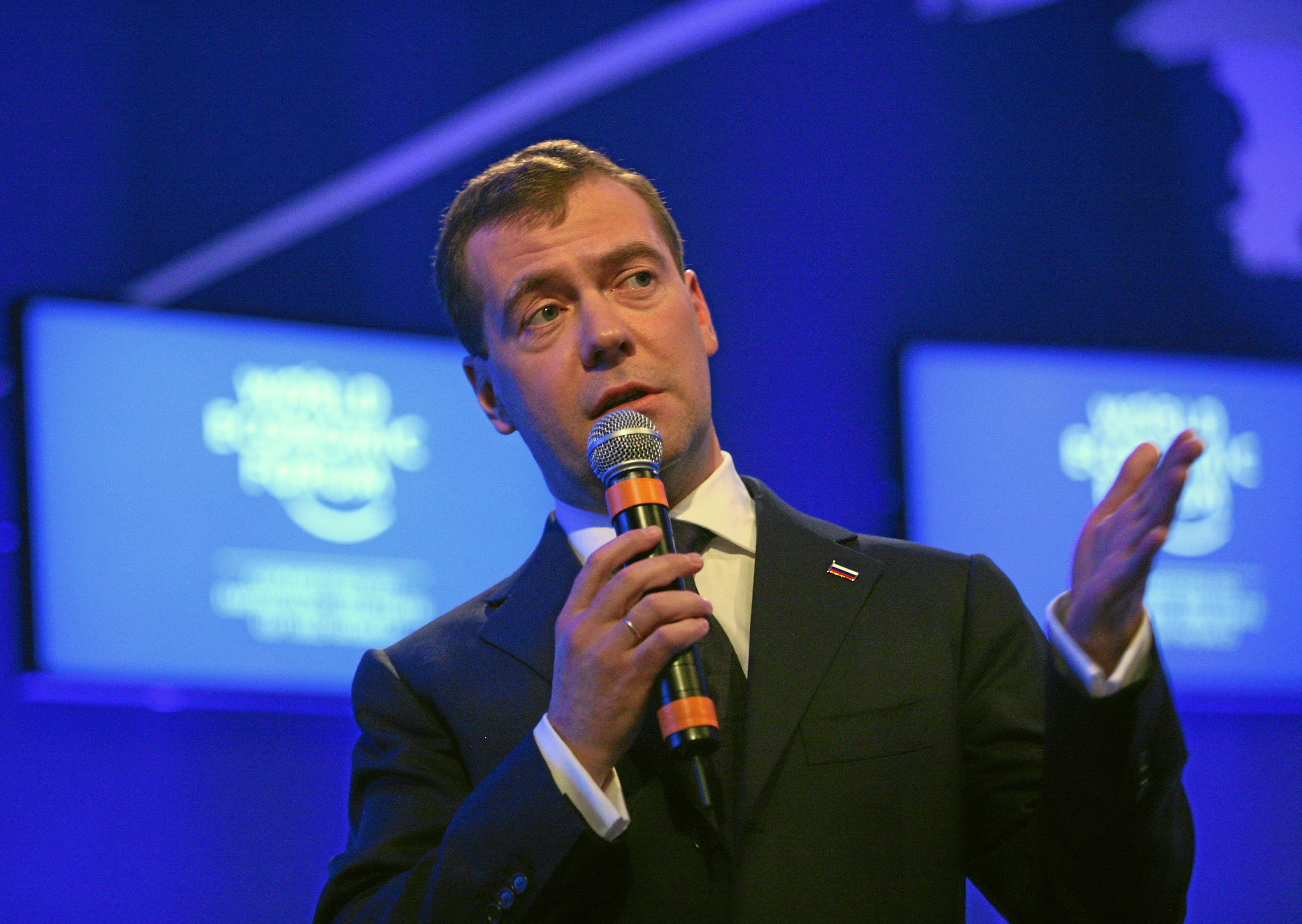
Dimitri Medvedev, primul ministru al Rusiei la World Economic Forum nnual Meeting 2011.

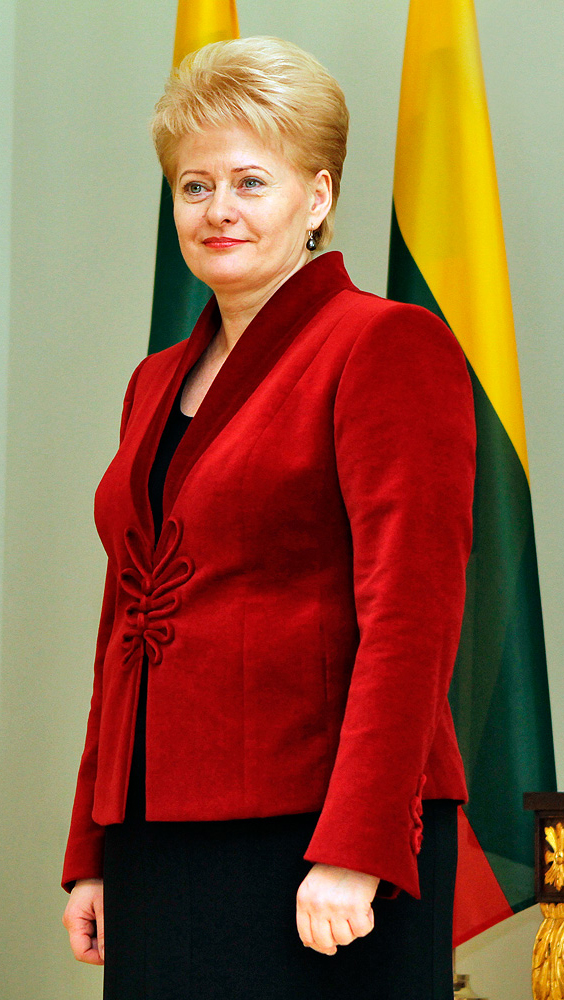
Președintele Lituaniei, Dalia Grybauskaitė.

Universitatea de Stat din Sankt Petersburg a dat o serie de câștigători ai Premiului Nobel. Printre absolvenții universității se mai află prim-miniștrii Piotr Stolîpin, Vladimir Lenin, președintele Vladimir Putin, fostul președinte și prim-ministru Dmitri Medvedev din Rusia, președintele Lituaniei, Dalia Grybauskaitė, precum și matematicianul Mihail Gromov.
Opt dintre absolvenții universității sunt laureați ai Premiului Nobel: Ivan Pavlov (Fiziologie și Medicină, 1904), Ilia Mecinikov (Fiziologie și Medicină, 1908), Nikolai Semionov (Chimie, 1956), Lev Landau (Fizica, 1962), Alexandr Prohorov (Fizică, 1964), Wassily Leontief (Economie, 1973), Leonid Kantorovici (Economie, 1975) și Iosif Brodski (Literatură, 1987).
Grigori Perelman și Stanislav Smirnov sunt doi absolvenți ce au fost premiați cu medalia Fields.
Printre cercetătorii de renume ce au avut legături cu Universitatea de Stat din Sankt Petersburg au fost Leonard Euler, Mihail Lomonosov, chimistul Dmitri Mendeleev, matematicienii Mihail Ostrogradski, Pafnuti Cebîșev, Vladimir Smirnov, Solomon Mihlin, Iuri Linnik și Aleksandr Aleksandrov, fizicienii Boris Rosing și Vladimir Fock, astrofizicianul Viktor Ambartsumian, botaniștii Vladimir Komarov și Vladimir Sukahev, fiziologii Ivan Secenov și Kliment Timiriazev, filosoful și sociologul Pitirim Sorokin, istoricii Mahapandit Rahul Sankrityayan, Evgheni Tarle și Boris Grekov, filologii Ivan Turgheniev, Ilia Ceavceavadze, Aleksandr Blok, Lev Șcerba, Vladimir Propp, Viktor Jirmunski, orientaliștii Vasili Struve, Joseph Orbeli și Boris Piotrovski, artistul Nicholas Roerich și alții.
Romanciera americană Ayn Rand a urmat cursurile universității în perioada 1920-1924, absolvind cum laude studii de istorie

## Universități partenere
- Carleton University, Canada
- Universitatea din Tartu, Estonia
- University of Greifswald, Germania
- University of Passau, Germania
- University of Groningen, Țările de Jos
- Ching Yun University, Republic of China (Taiwan)
- George Mason University, SUA
- University of California, SUA
- Viadrina European University Frankfurt pe Oder, Germania
- Kadir Has University Istanbul, Turcia
- Hankuk University of Foreign Studies Seul, Coreea de Sud
- Pierre Mendès-France University, Franța
- HEC Paris, Franța